# هيلاري جودوين
هيلاري جوان أرنولد جودوين (ولدت في 1 ديسمبر 1967) هي أستاذة في قسم علوم الصحة البيئية والمهنية في جامعة واشنطن وعميدة كلية الصحة العامة. يدرس جودوين الكيمياء الحيوية للرصاص وكيفية تقليل تأثير تغير المناخ على الصحة العامة .

## الحياة المبكرة والتعليم
كان والد جودوين وزوج أمه وزوجة أبيه جميعًا علماء زواحف .  درست والدتها النمل وأصبحت معلمة علم الأحياء.  لقد ألهمتها عائلتها وجين جودال ، وهي عالمة رئيسيات درست سلوك الشمبانزي في الستينيات، إلى أن تصبح عالمة.  لقد أمضت عطلتها الصيفية في ممارسة رياضة المشي لمسافات طويلة في جبال شمال كاليفورنيا .  تلقى جودوين تدريبًا في الكيمياء والفيزياء الحيوية .  حصلت على درجة البكالوريوس في الكيمياء من جامعة شيكاغو في عام 1989، حيث كانت جزءًا من جمعية الشرف فاي بيتا كابا .   انتقلت إلى جامعة ستانفورد للحصول على درجة الدكتوراه في الكيمياء الفيزيائية، والتي أكملتها في عام 1994.  كانت زميلة في المعاهد الوطنية للصحة بجامعة جونز هوبكنز .   أثناء وجوده في جامعة جونز هوبكنز، بحث جودوين عن كيفية تفاعل الرصاص مع الحمض النووي الريبي ، مما يسبب صعوبات في التعلم ومشاكل سلوكية. 

## البحث والمهنة

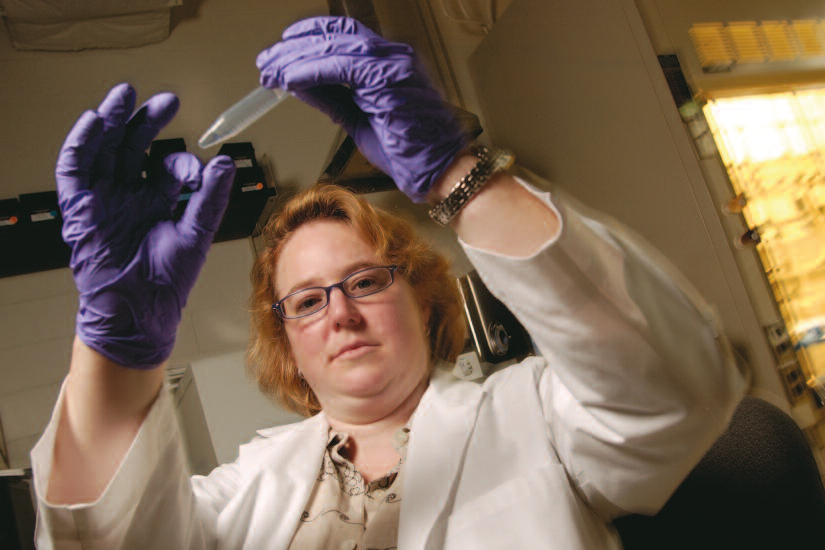
جودوين تدرس التسمم بالرصاص في عام 2005

بدأت جودوين مسيرتها الأكاديمية في جامعة نورث وسترن . كانت أول امرأة يتم تعيينها في منصب دائم، وفي عام 2004 كانت أول امرأة يتم تعيينها رئيسة لقسم الكيمياء.  تم تعيينها كأستاذة في معهد هوارد هيوز الطبي في عام 2002.  أثناء وجودها في جامعة نورث وسترن، بدأت البحث في التسمم بالرصاص ، وخاصة كيف يؤثر على الأطفال.  في ذلك الوقت، كان جودوين يعيش في إيفانستون، إلينوي ، وهي منطقة تم تصنيفها على أنها منطقة عالية الخطورة للتسمم بالرصاص.  في مقاطعات شيكاغو ، تم بناء المنازل قبل أن تقوم الحكومة الفيدرالية للولايات المتحدة بإقرار قانون يحظر الطلاء المحتوي على الرصاص. أصبحت جودوين تشعر بالقلق بشأن مستويات الرصاص في منزل عائلتها، وخاصة خطر تعرض ابنها للتسمم بالرصاص .   درست كيمياء تنسيق الرصاص في الماء، وكيفية نقل الرصاص وبقائه داخل جسم الإنسان.  
لقد أثبتت أن الرصاص يتداخل مع قدرة البروتين على تشغيل الجينات وإيقافها.  وأظهرت أن الآلية التي يغير بها الرصاص وظيفة البروتينات تحدث من خلال إزاحة الزنك والكالسيوم.  يؤدي إزاحة الزنك إلى تغيير شكل البروتين، مما يؤثر على قدرته على العمل.  هذه الملاحظة ذات أهمية خاصة لفهم كيفية تأثير التسمم بالرصاص على الأطفال، حيث أن بروتينات ربط الزنك مهمة في نمو الطفل .  يمكن أن يؤثر إزاحة الزنك في البروتينات المهمة بيولوجيًا أيضًا على ضغط الدم لدى البالغين وخصوبة الرجال.  وفي الوقت نفسه، يمكن أن يؤدي إزاحة الكالسيوم بواسطة الرصاص إلى تعديل نقل النبضات العصبية. 
انضمت إلى هيئة التدريس في جامعة كاليفورنيا، لوس أنجلوس في عام 2006.  عمل جودوين كعميد مشارك في كلية فيلدينج للصحة العامة بجامعة كاليفورنيا في لوس أنجلوس من عام 2008 إلى عام 2011 ومرة أخرى من عام 2014 إلى عام 2018. 
في عام 2018، تم انتخاب جودوين عميدًا لكلية الصحة العامة بجامعة واشنطن ، وبدأ منصبه في 15 يوليو.   وبصفتها هذه، قادت منتديات الصحة العامة المفتوحة، بما في ذلك المناقشات حول العلاقة بين الصحة العامة والتشرد، وربطت مختلف أصحاب المصلحة بمبادرة صحة السكان بجامعة واشنطن . 

### الخدمة الأكاديمية
أثناء وجوده في جامعة نورث وسترن، حصل جودوين على مليون دولار من برنامج معهد هوارد هيوز الطبي لدعم الطلاب في الانتقال بين المدرسة الثانوية والكلية.  في ذلك الوقت، كان 1% فقط من أعضاء هيئة التدريس في أفضل 50 قسمًا للكيمياء في الولايات المتحدة من الأمريكيين الأفارقة .  أنشأ جودوين برنامج نجاح الأقليات في العلوم ، والذي يربط بين مجموعات الصحة العامة المجتمعية والمنظمات الصحية المحلية والمجموعات المدرسية. كانت منخرطة بشكل خاص في المبادرات التي قامت بتقييم التسمم بالرصاص في تربة شيكاغو، الأمر الذي ألهمها لتركيز أبحاثها في مجال الصحة العامة .  

### الجوائز والأوسمة
تشمل جوائزها وأوسمتها ما يلي: 
- جائزة هيئة التدريس الجديدة من مؤسسة كاميل وهنري دريفوس لعام 1996
- جائزة بوروز-ويلكوم للباحثين في علم السموم لعام 1998
- جوائز مؤسسة العلوم الوطنية للمهن لعام 1999
- زمالة مؤسسة ألفريد ب. سلون لعام 2000
- جائزة كاميل دريفوس لعام 2000

### منشورات مختارة
تشمل منشوراتها:
- Godwin، Hilary Arnold (1 أبريل 2001). "The biological chemistry of lead". Current Opinion in Chemical Biology. ج. 5 ع. 2: 223–227. DOI:10.1016/S1367-5931(00)00194-0. PMID:11282351.
- Godwin، Hilary Arnold (12 يناير 2000). "A Selective, Ratiometric Fluorescent Sensor for Pb2+". Journal of the American Chemical Society. ج. 122 ع. 1: 174–175. Bibcode:2000JAChS.122..174D. DOI:10.1021/ja992238x.
- Godwin، Hilary Arnold (1997). "Lessons from zinc-binding peptides". Annual Review of Biophysics and Biomolecular Structure. ج. 26: 357–371. DOI:10.1146/annurev.biophys.26.1.357. PMID:9241423.